# Clarke Beard
Clarke Beard (Clarke Briar „Biddy“ Beard; * 29. November 1884 in Elwood, Iowa; † November 1978 in Garner, Iowa) war ein US-amerikanischer Mittelstreckenläufer, der sich auf die 800-Meter-Distanz spezialisiert hatte.
Bei den Olympischen Spielen 1908 in London erreichte er im Finale nicht das Ziel. Seine persönliche Bestzeit von 1:59,8 min stellte er im Vorlauf auf.